# Lucerapex
Lucerapex là một chi ốc biển, là động vật thân mềm chân bụng sống ở biển trong họ Turridae.

## Các loài
Các loài thuộc chi Lucerapex bao gồm:
- Lucerapex adenica Powell, 1964[2]
- Lucerapex angustatus (Powell, 1940)[3]
- Lucerapex carola (Thiele, 1925)[4]
- Lucerapex casearia (Hedley & Petterd, 1906)[5]
- Lucerapex denticulata (Thiele, 1925)[6]
- Lucerapex indagatoris (Finlay H.J., 1927)[7]
- Lucerapex schepmani Shuto, 1970[8]